# 让-亨利·法布尔
尚-亨利·卡西米爾·法布爾（1823年12月22日—1915年10月11日），法國博物學家、昆蟲學家、科普作家，以《昆蟲記》（Souvenirs entomologiques）一書留名後世，該書在法國自然科學史與文學史上都具有重要地位，已翻譯成多種不同的語言。
身為現代昆蟲學與動物行為學的先驅，法布爾以膜翅目、鞘翅目、直翅目的研究而聞名，維克多·雨果稱他為「昆蟲世界的荷馬」（d'Homère des insectes）。除了昆蟲，也熱衷研究蕈類，他以水彩繪畫的700多幅真菌圖（現在只成功保存一半，其他至今仍「下落不明」），深受普羅旺斯詩人米斯特拉尔的讚賞。他也為漂染業作出貢獻，曾獲得三項有關茜素的專利權。
因家庭收入拮据，被迫輟學，曾當過鐵路工人、檸檬小販。雖然生活艱辛，法布爾並沒有放棄追求知識，堅持自學。在19歲那年，他考進了阿维尼翁師範學校，獲得獎學金，並獲得教師文憑，之後展開他漫長的教學生涯。在教學、著書之餘，他繼續自學，先後獲得數學以及物理的學士學位。1855年，法布爾獲得巴黎科學院的博士學位。漸漸在科學界贏得名聲，1865年巴斯德專程到阿维尼翁，向法布爾請教蠶的問題。
1866年，他當上阿维尼翁勒坎博物館（Musée Requien d'Avignon）的館長，英國經濟學家穆勒兩次造訪，二人成為好友。翌年法布爾到巴黎謁見拿破侖三世，獲頒騎士勳章。1870年，法布爾先進的教學方法，惹來了保守宗教人士的批評（例如指摘他在夜校課程中向婦女講解花的授粉過程），被迫辭去教職，一家七口的生活頓時陷入困境，幸得穆勒的周濟，得以渡過難關。舉家搬到奧朗日（Orange），埋首撰寫科普書、教科書，以博取微薄的收入。

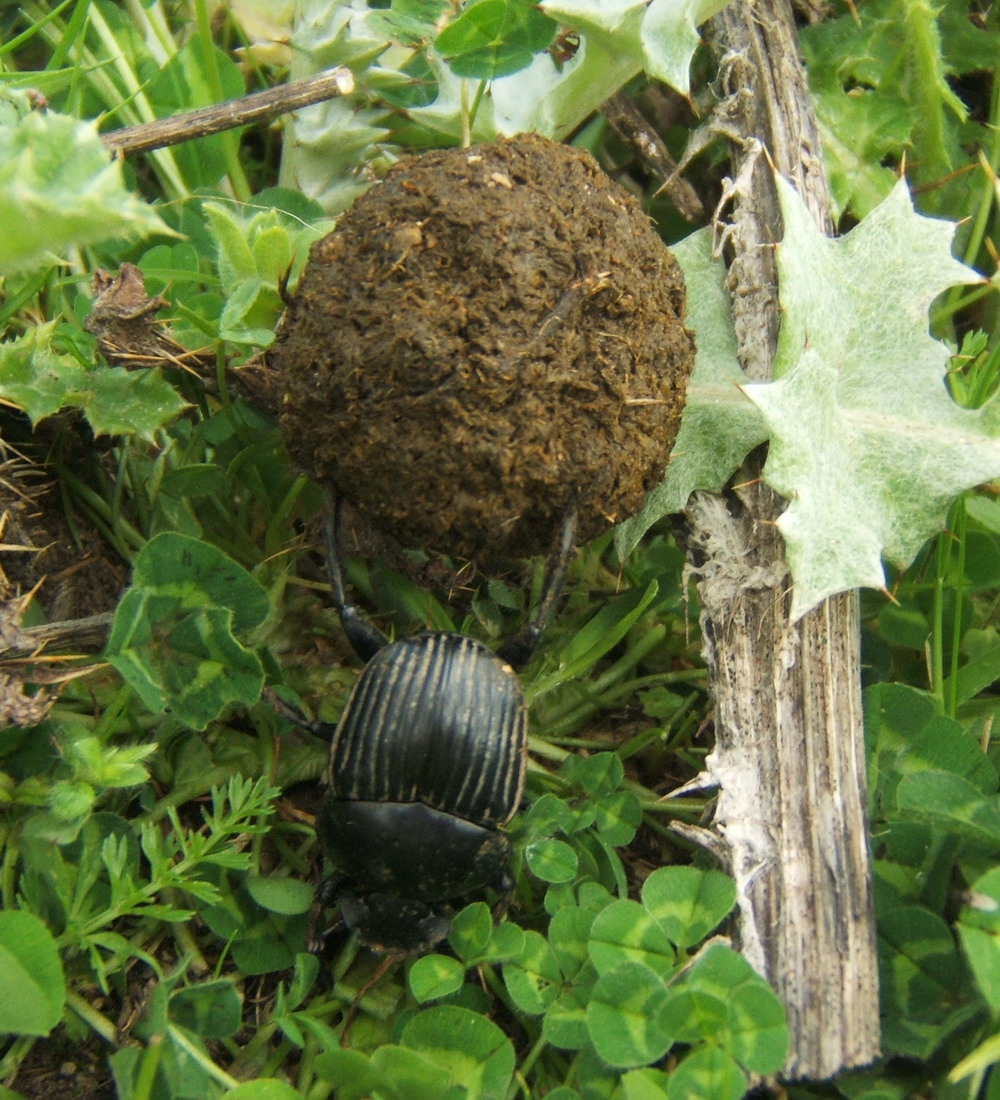
眾多人認為法布爾最鍾情的昆蟲是糞金龜

1877年，跟他一般熱愛大自然的次子朱爾（Jules）以16歲之齡過世，令法布爾傷心欲絕。兩年後，搬到沃克吕兹省的塞里尼昂（Sérignan），在那裡買下一所房子與一塊毗連的荒地，將園子命名為荒石園（荒地之意），在那裡專心觀察、實驗、著述，同年《昆蟲記》首卷面世，同時為紀念早逝的朱爾，法布爾於第一冊的最後寫下對朱爾的思念之情，並將三種蜂類冠上其名，分別為：
- 朱爾節腹泥蜂（Cerceris julii，確認為 Cerceris rubida）
- 朱爾泥蜂（Bembix julii，確認為 Bembix sinuata）
- 朱爾沙泥蜂（Ammophila julli，確認為 Ammophila terminata 的亞種 A. t. mocsaryi）

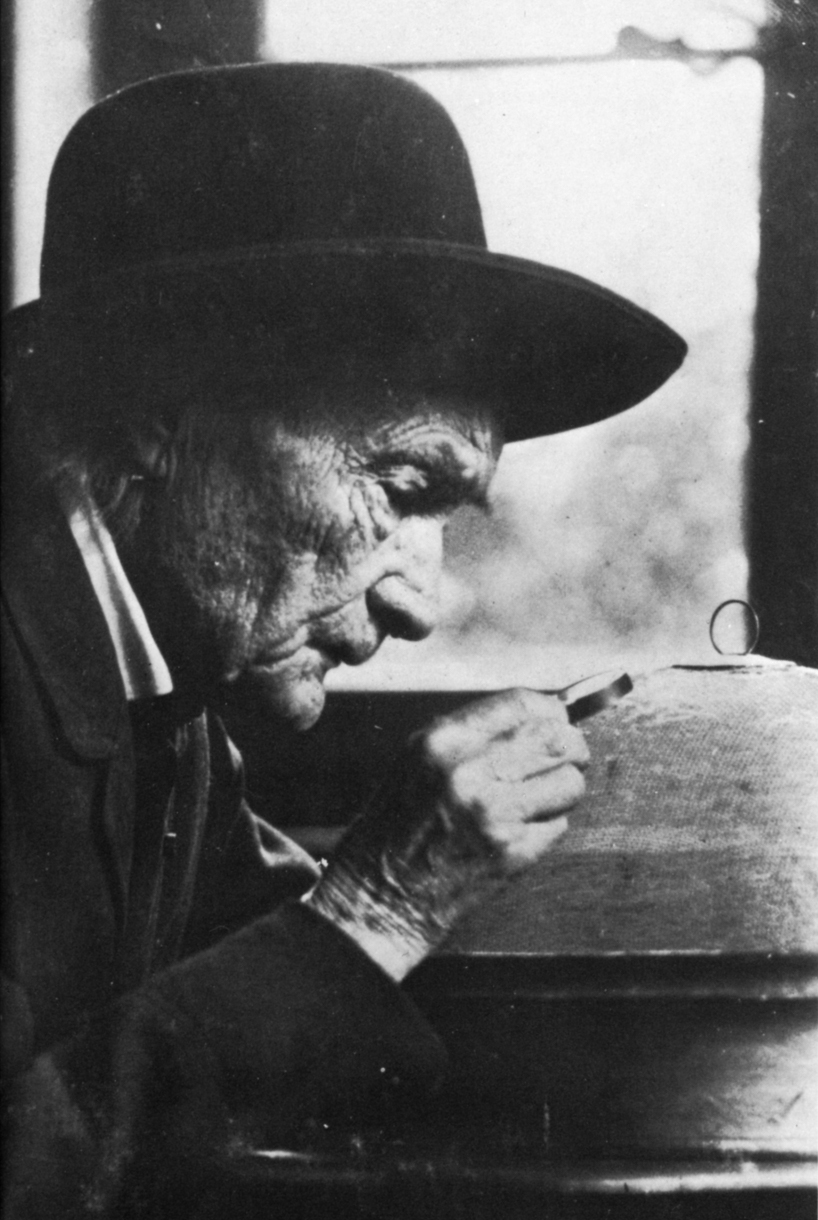
由納達爾所拍攝的法布爾

隱居荒石園後不久，法布爾的妻子病逝。他於60歲時續弦，育有三名子女。在生命的最後幾年．各種榮譽不斷降臨在法布爾身上：小村子裡樹立了他的雕像，共和國的總統親自探訪他，向他發年金，歐洲各國的科學院紛紛邀他作名譽院士，羅曼羅蘭、梅特林克等文豪向他致敬，還有人發起運動讓他提名諾貝爾文學獎。法布爾以91歲的高齡，在荒石園辭世。
法布爾一生清貧，大部分時間都是在鄉間度過，著述豐富，跟不少同時代的學者友好。雖然他不支持演化論，但達爾文對他尊敬有加，稱他為「無可追摹的觀察者」（inimitable observer）。科学研究以外，法布爾也爱編些小曲，并以普罗旺斯语做诗，生前出版過一部诗集（Oubreto Provençalo）。

## 法布爾在中國
日本很早已譯介法布爾，首個譯本由著名的無政府主義者大杉榮譯出。留學日本的魯迅、周作人從日譯本認識了法布爾，因而法布爾的名字也很早傳到中國。1923年，周作人在報章上發表了〈法布爾《昆蟲記》〉一文，並從英、日文轉譯了數篇《昆蟲記》的文章。鲁迅在晚年有意轉譯《昆蟲記》，但不果。中國自1920年代起不斷有《昆蟲記》的節譯本、轉譯本面世，但到了2001年首套從原文翻譯的足本《昆蟲記》，才由廣州花城出版社出版，並於2003年推出修訂版（繁體字版於2002年由台灣遠流出版社發行，對專有名詞作了校定）。

## 外部連結
- 『昆蟲學的荷馬』－法布爾　狂戀昆蟲，至死方休（页面存档备份，存于），遠流博識網
- （法文）（英文） 法布爾網上博物館（页面存档备份，存于），包括（法文） http://www.e-fabre.com/biographie/textes_integraux.htm（页面存档备份，存于）
- （法文） Gallica上的法布爾作品（页面存档备份，存于）下載（PDF格式的掃瞄本），到，再在中輸入法布爾的名字
- （法文）（英文） 法布尔的作品  - 古騰堡計劃